# Elegie voor cello en piano
Elegie voor cello en piano is een compositie van Frank Bridge. Het is een klaaglijke en tegelijk lieflijke zang voor cello en piano. Het werk in "Poco adagio" kreeg pas veel later haar eerste uitvoering: op 6 maart 1908 werd het gespeeld samen met Scherzo voor cello en piano in Kensington. Het werk is opgedragen aan Ivor James (cellist/cellodocent aan het Royal College of Music).

## Discografie
- Mayke Rademakers (cello) en Matthijs Verschoor (piano);
- Uitgave ASV: Julia Lloyd Webber (cello) en John McCabe (piano)